# Spe salvi
Spe salvi (česky Spaseni v naději) je druhá encyklika papeže Benedikta XVI. vydaná dne 30. listopadu 2007. Encyklika se zabývá nadějí spojenou se spásou, nadějí ve víře s odkazem na sv. Josefínu Bakhitu. Dále se dotýká víry v Novém zákoně a prvotní církve, cituje Řehoře Naziánského, Tomáše Akvinského a Martina Luthera. Pokračuje úvahou o životě věčném a individuální víře člověka v dnešní době a o vztahu víry a rozumu. Nakonec se zabývá pravým výrazem křesťanské víry v kontrastu s idejemi Lenina a praktickou vírou, kde zmiňuje kardinála Ngueyna Van Thuana, Platóna, Maxe Horkheimera a Dostojevského.
Encyklika je složena z 8 kapitol o 50 odstavcích o celkem 18 900 slovech.